# Ambassis vachellii
Ambassis vachellii är en fiskart som beskrevs av Richardson, 1846. Ambassis vachellii ingår i släktet Ambassis och familjen Ambassidae. IUCN kategoriserar arten globalt som livskraftig. Inga underarter finns listade i Catalogue of Life.